# Stuchowo
Stuchowo [stuˈxɔvɔ] (Stuchow của Đức) là một ngôi làng thuộc khu hành chính của Gmina wierzno, thuộc hạt Kamień, West Pomeranian Voivodeship, ở phía tây bắc Ba Lan. Nó nằm khoảng 4 kilômét (2 mi)   phía đông nam Świerzno, 15 km (9 mi) về phía đông Kamień Pomorski và 66 km (41 mi) về phía đông bắc của thủ đô khu vực Szczecin.
Trước năm 1637, khu vực này là một phần của Duchy of Pomerania. Đối với lịch sử của khu vực, xem Lịch sử của Pomerania.